# Logique de l'action
 (septembre 2016).
Si vous disposez d'ouvrages ou d'articles de référence ou si vous connaissez des sites web de qualité traitant du thème abordé ici, merci de compléter l'article en donnant les références utiles à sa vérifiabilité et en les liant à la section « Notes et références ».
L’inventeur de la logique de l’action (« logic of action ») est le finlandais Georg Henrik von Wright. Elle se comprend comme un calcul opérant avec des  propositions désignant des actions. De façon très générale elle détermine les rapports logiques entre les différentes propositions désignant des actions : dans quel cas peut-on conclure d’une proposition p qu’elle est induite par une proposition q ou bien qu’une proposition r est vraie si et seulement si une proposition s est vraie ? 

## Importance de la logique de l’action
La logique de l’action était aux yeux de son inventeur von Wright un élément indispensable à la constitution d’une logique déontique. Cette dernière analyse en effet quelles actions sont interdites, permises ou obligatoires. Or, un tel calcul exigeait au préalable un calcul déterminant le statut des propositions désignant une action. 
Néanmoins la logique de l’action, même indépendamment de la logique déontique, est d’une importance fondamentale pour toute théorie de l’action (et tout particulièrement pour la philosophie de l'action contemporaine) qui veut formaliser ses résultats par un calcul logique adéquat et rigoureux.

## Analyse de l’action dans la logique de l’action
La logique de l’action repose sur une tripartition des différents types d’action :
1. une action consiste à effectuer quelque chose (« to bring about ») ;
2. ou bien une action consiste à ne rien faire (« to leave something unchanged ») ;
3. ou bien une action consiste à laisser quelque chose avoir lieu (« to let something happen »).

## Présentation de la logique de l’action
Conformément à la présentation axiomatique de la logique des propositions (sur laquelle est axé le formalisme de la logique de l’action), la logique de l’action possède un langage ainsi qu’une syntaxe (ou théorie de la preuve) composée d’un système d’axiome et de règles d’inférence. 

### Le langage de la logique de l’action
Le langage de la logique de l’action repose sur les symboles fondamentaux suivants : 
- symboles de propositions désignant des actions : p, q, r… ;
- connecteurs : {\displaystyle \lnot } ;
- symbole désignant l’agent : x, y, z… ;
- symboles auxiliaires : (,),[,],{,}… .

- Effectuer une action s’écrit alors : [p] x. Par exemple Xavier (x) parle (p).
- Ne rien faire :  {\displaystyle \lnot [p]}  .
- Laisser quelque chose avoir lieu : [{\displaystyle \lnot p}] x.

### Les axiomes et règles d’inférence
Les règles d’inférence de la logique de l’action sont au nombre de deux : il s’agit du modus ponens et de plus de la règle de substitution. 
Les axiomes sont au nombre de quatre : 
A1 : {\displaystyle [\lnot p]\to \lnot [p]x}
A2 : {\displaystyle [\lnot \lnot p]x\equiv [p]x}
A3 : {\displaystyle [p\land q]x\equiv [p]x\land [q]x}
A4 : {\displaystyle [\lnot (p\land q)]x\equiv [p\land \lnot q]x\wedge [\lnot p\wedge q]x\land [\lnot p\wedge \lnot q]x}.

## La logique de l’action après von Wright
Parmi ceux qui ont donné une nouvelle vigueur à la logique de l’action on peut citer Lennart Åqvist (en) ou bien Franz von Kustschera.